# (336694) Fey
(336694) Fey ist ein im äußeren Hauptgürtel gelegener Asteroid, der vom Wide-Field Infrared Survey Explorer (IAU-Code C51) am 8. Januar 2010 entdeckt wurde, einem unbemannten Weltraumteleskop der NASA, das im Januar 2010 den Betrieb aufnahm. Sichtungen des Asteroiden hatte es vorher schon am 22. und 26. Februar 2004 unter der vorläufigen Bezeichnung 2004 DO65 an der auf dem Kitt Peak gelegenen Außenstation des Steward Observatory gegeben.
Der Asteroid gehört zur Veritas-Familie, einer Gruppe von Asteroiden, die nach (490) Veritas benannt ist und vermutlich vor 8,3 (± 0,5) Millionen Jahren durch das Auseinanderbrechen eines 150 km durchmessenden Asteroiden entstanden ist. Die zeitlosen (nichtoskulierenden) Bahnelemente von (336694) Fey sind fast identisch mit denjenigen neun weiterer Asteroiden, von denen (19048) 9567 P-L, (157419) 2004 TJ296 und (148384) Dalcanton die größten sind, wenn man von der absoluten Helligkeit ausgeht.
Der mittlere Durchmesser des Asteroiden wurde grob mit 4,409 (±0,897) km berechnet. Mit einer Albedo von 0,05 hat (336694) Fey eine dunkle Oberfläche.
(336694) Fey wurde am 22. Februar 2016 nach der US-amerikanischen Autorin, Komödiantin und Schauspielerin Tina Fey benannt.